# Malcolm Colquhoun

Familienwappen der Colquhoun Baronets, of Luss

Sir Malcolm Rory Colquhoun, 9. Baronet (* 20. Dezember 1947) ist ein britischer Schulträger und schottischer Clan Chief.
Er ist der älteste Sohn von Sir Ivar Colquhoun, 8. Baronet (1916–2008) und Kathleen Nimmo Duncan († 2007). Er wurde am Eton College in Windsor erzogen.
1978 heiratete er in erster Ehe Susan Timmerman. Mit ihr hat er einen Sohn. Die Ehe wurde 1983 geschieden. 1989 heiratete er in zweiter Ehe Katharine A. H. Mears. Mit ihr hat er einen Sohn und eine Tochter.
Zusammen mit seiner zweiten Gattin betreibt er Northcote Lodge und Broomwood Hall, zwei Grundschulen in London.
Beim Tod seines Vaters erbte er am 31. Januar 2008 den 1786 geschaffenen Adelstitel eines Baronet, of Luss in the County of Argyllshire, sowie den umfangreichen Grundbesitz der Familie. Er ist seither auch 33. Chief des Clan Colquhoun.